# Manuel Cavaco
Manuel Tavares Cavaco (14 de Junho de 1944) é um actor português.

## Biografia
Proveniente de uma família de amadores teatrais, frequentou o Conservatório Nacional de Teatro cujo curso de Formação de Actores não completou para iniciar o seu percurso profissional. Estreia-se no teatro em 1963, sob a direcção de Carlos Avilez, na peça A Castro de António Ferreira, apresentada na Sociedade Guilherme Cossoul e que traz alguma polémica pela arrojada encenação. Mantém-se até 1965 no Teatro Moderno de Lisboa. Co-fundador do Teatro Experimental de Cascais (1965), passa depois pelo Grupo de Acção Teatral, trabalhando com Artur Ramos e Glicínia Quartin e, entre 1971 e 1973 integra a companhia de Amélia Rey Colaço - Robles Monteiro, sediada no Teatro Nacional D. Maria II. Muda-se em 1972 para o Teatro Villaret junto de Raúl Solnado. Fica no Teatro Aberto (Grupo4) de 1974 a 1980, onde é dirigido por João Lourenço. Em 1986 regressa ao Teatro Nacional para interpretar com Eunice Muñoz a peça Mãe Coragem de Bertolt Brecht. Do seu percurso teatral salienta a interpretação de autores como Tchekov, António Ferreira, Brecht, José Régio, Camilo Castelo Branco, António José da Silva - o Judeu, Bernardo Santareno ou Gil Vicente.
Actor pontual no cinema - fez cerca de 15 longas-metragens - salienta os filmes Um Campista em Apuros (1968) de Herlander Peyroteo, Manhã Submersa (1980) de Lauro António, Os Abismos da Meia-Noite (1984) de António de Macedo, Guerra de Mirandum (1984) e Ao Sul (1995) de Fernando Matos Silva, Balada da Praia dos Cães (1988) de José Fonseca e Costa, Matar Saudades (1989) de Fernando Lopes, Um Crime de Luxo (1991) de Artur Semedo , O Segredo das Pedras Vivas (1992/2016) de António de Macedo , Adeus Princesa (1994) de Jorge Paixão da Costa.
Desde a década de 1990 que se dedica maioritariamente aos projectos de televisão, onde se estreara em 1957 com uma breve aparição em Monólogo do Vaqueiro, primeira peça apresentada na RTP. Participou depois em várias séries, como Ivone a Faz Tudo de Fonseca e Costa (RTP, 1978); Zé Gato de Rogério Ceitil (RTP, 1979); Retalhos da Vida de Um Médico de Artur Ramos (RTP, 1980); O Tal Canal com Herman José (1983). Integrou ainda o elenco de um sem número de novelas nacionais (1993 - Verão Quente; 1994 - Na Paz dos Anjos; 1995 - Desencontros; 1995 - Roseira Brava; 1996 - Primeiro Amor; 1996 - Filhos do Vento; 1997 - A Grande Aposta; 1998 - Terra Mãe; 1999 - A Lenda da Garça; 2001 - Olhos de Água; 2005 - Mundo Meu; 2006 - Doce Fugitiva; 2009 - Meu Amor; 2011 - Rosa Fogo; 2013 - Dancin' Days, entre outras).

## Televisão
| Ano         | Projeto                             | Papel                    | Notas      | Canal |
| ----------- | ----------------------------------- | ------------------------ | ---------- | ----- |
| 1966        | Poeira nos Olhos                    |                          | Teatro     | RTP1  |
| 1966        | Sete Pecados Mortais                |                          | Teatro     | RTP1  |
| 1967        | Gente Nova                          |                          | Série      | RTP1  |
| 1971        | Eu Sou a Filha do Rei               |                          | Teatro     | RTP1  |
| 1971        | O Gato                              |                          | Teatro     | RTP1  |
| 1971        | Maridos Peraltas e Mulheres Sagazes |                          | Teatro     | RTP1  |
| 1971        | A Senhora das Brancas Mãos          |                          | Teatro     | RTP1  |
| 1971        | O Emissário                         |                          | Teatro     | RTP1  |
| 1971        | Não és tu a Mulher com quem Casei   |                          | Teatro     | RTP1  |
| 1972        | Aventuras de Batatinha e Casacão    |                          | Teatro     | RTP1  |
| 1972        | Uma Mulher sem Importância          |                          | Teatro     | RTP1  |
| 1972        | O Presépio Português                |                          | Teatro     | RTP1  |
| 1972        | O Leque de Lady Windermere          |                          | Teatro     | RTP1  |
| 1972        | Três Anjos Caíram do Céu            |                          | Teatro     | RTP1  |
| 1973        | 12 Homens em Conflito               |                          | Teatro     | RTP1  |
| 1973        | A Madrinha de Charley               |                          | Teatro     | RTP1  |
| 1974        | Milho Para o 8º Exército            |                          | Teatro     | RTP1  |
| 1974        | Sabina Freire                       |                          | Teatro     | RTP1  |
| 1975        | O Homem que se Arranjou             |                          | Teatro     | RTP1  |
| 1975        | O Galo e a Raposa                   |                          | Teatro     | RTP1  |
| 1978        | Ivone a Faz Tudo                    |                          | Série      | RTP1  |
| 1979        | Zé Gato                             | Homem                    | Série      | RTP1  |
| 1980        | Retalhos da Vida de um Médico       |                          | Série      | RTP1  |
| 1983        | O Tal Canal                         |                          | Série      | RTP1  |
| 1985        | Chuva na Areia                      | Manganão                 | Telenovela | RTP1  |
| 1987        | A Relíquia                          |                          | Teatro     | RTP1  |
| 1987 - 1988 | Lá em Casa Tudo Bem                 | Clemente                 | Série      | RTP1  |
| 1988        | Uma Bomba Chamada Etelvina          |                          | Teatro     | RTP1  |
| 1989        | O Pato                              |                          | Teatro     | RTP1  |
| 1989        | O Deslize de Isabel                 |                          | Teatro     | RTP1  |
| 1989        | O 2º Tiro                           |                          | Teatro     | RTP1  |
| 1989        | O Cacilheiro do Amor                |                          | Série      | RTP1  |
| 1989        | Crime à Portuguesa                  | Eduardo                  | Série      | RTP1  |
| 1990        | Os Melhores Anos                    | Adalberto Guia           | Série      | RTP1  |
| 1992        | Soluna                              |                          | Teatro     | RTP1  |
| 1993        | A Visita da Velha Senhora           |                          | Teatro     | RTP1  |
| 1993        | Felizmente Há Luar                  |                          | Teatro     | RTP1  |
| 1993 - 1994 | Verão Quente                        | Alberto                  | Telenovela | RTP1  |
| 1994 - 1995 | Na Paz dos Anjos                    | Crispim Saraiva          | Telenovela | RTP1  |
| 1995        | Desencontros                        | Inspector Rincão         | Telenovela | RTP1  |
| 1996        | Roseira Brava                       | Santa Comba              | Telenovela | RTP1  |
| 1996        | Primeiro Amor                       | Rogério Gonçalves        | Telenovela | RTP1  |
| 1997        | Filhos do Vento                     | Cabo Raimundo            | Telenovela | RTP1  |
| 1997        | Policias                            |                          | Série      | RTP1  |
| 1997 - 1998 | A Grande Aposta                     | Júlio Romero             | Telenovela | RTP1  |
| 1998        | Terra Mãe                           | Augusto Chaves           | Telenovela | RTP1  |
| 1998        | Esquadra de Policia                 |                          | Série      | RTP1  |
| 1998        | A Lenda da Garça                    |                          | Telenovela | RTP1  |
| 1999        | Todo o Tempo do Mundo               | Manuel Cauteleiro        | Série      | TVI   |
| 2000        | Crianças SOS                        | Vicente Paz              | Série      | TVI   |
| 2001        | Olhos de Água                       | Sebastião Torres (Bicas) | Telenovela | TVI   |
| 2001 - 2003 | Anjo Selvagem                       | Luciano Medeiros         | Telenovela | TVI   |
| 2003        | Amanhecer                           | Justino                  | Telenovela | TVI   |
| 2003 - 2004 | Queridas Feras                      | António Gama             | Telenovela | TVI   |
| 2005 - 2006 | Mundo Meu                           | Hermínio Santos          | Telenovela | TVI   |
| 2006 - 2007 | Doce Fugitiva                       | Francisco Santos         | Telenovela | TVI   |
| 2008 - 2009 | Feitiço de Amor                     | Joaquim Mestre           | Telenovela | TVI   |
| 2009        | Telma                               |                          | TeleFilme  | TVI   |
| 2009 - 2010 | Meu Amor                            | Horácio                  | Telenovela | TVI   |
| 2011 - 2012 | Rosa Fogo                           | Júlio Fragoso            | Telenovela | SIC   |
| 2013        | Dancin' Days                        | Morgado                  | Telenovela | SIC   |
| 2015 - 2016 | Poderosas                           | António Sousa            | Telenovela | SIC   |
| 2017 - 2018 | Paixão                              | Augusto Ribeiro          | Telenovela | SIC   |
| 2018 - 2019 | Alma e Coração                      | Nestor Macedo            | Telenovela | SIC   |
| 2021        | Amor Amor                           | Amadeu Paiva             | Telenovela | SIC   |
| 2021        | Pôr do sol (1.ª temporada)          | António Paulino          | Série      | RTP1  |
| 2022        | Pôr do Sol (2.ª temporada)          | António Paulino          | Série      | RTP1  |
| 2025        | Vizinhos Para Sempre                | Jaime Coelho             | Série      | TVI   |

## Dobragens
Faz também inúmeras dobragens para a Pixar e para Dreamworks, as mais conhecidas são:
- Monstro das Bolachas, Monstro da televisão ... Rua Sésamo
- Dogus e Conde de Rocãoford ... Dartacão
- Chefe da Aldeia ... Meu Amigo Misha
- Bobo, Rato Dorminhoco ... Alice no País das Maravilhas (anime)
- Vozes adicionais ... Os Cavaleiros das Estrelas
- Ama ... O Conde Patrácula
- Dengoso ... Branca de Neve e os Sete Anões
- Guarda bruto ... O Corcunda de Notre Dame
- Agonia ... Hércules
- Doc Hudson ... Carros
- Voz-off e Gousteau ... Ratatui
- Nicholas St. North ... A Origem dos Guardiões
- Dédalo ... God of War III (2009)
- A Lagarta Azul ... Alice no País das Maravilhas (2010)
- A Lagarta Azul ... Alice do Outro Lado do Espelho

## Cinema
- Antes a Sorte que Tal Morte (1977)
- Guerra do Mirandum (1978)
- Manhã Submersa (1979)
- Os Abismos da Meia-Noite (1982)
- Balada da Praia dos Cães (1986)
- Matar Saudades (1986)
- Mensagem (1988)
- Crime de Luxo (1989)
- Aqui D'el-Rei (1989)
- Adeus Princesa (1991)
- O Segredo das Pedras Vivas (1992)
- Ao Sul (1992)
- O Pátio das Cantigas (2015)
- A Mãe é que Sabe (2016)
- Pôr do Sol: O Mistério do Colar de São Cajó (2023)
- Podia Ter Esperado por Agosto (2024)